# 一岡伶奈
一岡 伶奈（いちおか れいな、1999年2月25日 - ）は、日本の芸能プロデューサー、元アイドル、元歌手であり、ハロー!プロジェクトに所属するアイドルグループ・BEYOOOOONDSの元メンバー、CHICA#TETSUの元リーダー、また、アイドルグループ・Reve Pocketの元メンバー。メンバーカラーはライトブルー。
東京都出身。血液型A型。ハロー!プロジェクト時代はアップフロントプロモーションに所属していた。

## 略歴
2012年（平成24年）
- 9月、「モーニング娘。11期メンバー『スッピン歌姫』オーディション」の最終審査まで進むも、落選[2]。
- 12月、ハロプロ研修生に加入[3]。
- 12月9日、Shibuya O-EASTで開催された『ハロプロ研修生 発表会 2012〜12月の生タマゴShow!〜』にて、金澤朋子、牧野真莉愛、加賀楓、岸本ゆめの、和田桜子とともに新メンバーとして紹介された[4]。

2014年（平成26年）
- 3月 - 6月、『Berryz工房デビュー10周年記念コンサートツアー2014春〜リアルBerryz工房〜』に、田口夏実・小川麗奈・岸本ゆめの・井上ひかる・船木結らとともに帯同[5]。
- 9月 - 12月、『℃-uteコンサートツアー2014秋〜モンスター〜』に、浜浦彩乃・小川麗奈・加賀楓・岸本ゆめのとともにチャレンジアクトとして帯同[6]。

2015年（平成27年）
- 5月、『ハロプロ研修生 発表会 2015 〜春の公開実力診断テスト〜』にてBuono!の「泣き虫少年」を披露し、ダンスポイントが高かったメンバーとして『審査員特別賞』を受賞[7]。
- 5月、『Juice=Juice ファーストライブツアー2015 〜Special Juice〜』に、岸本ゆめの・新沼希空・船木結・浅倉樹々・堀江葵月とともにチャレンジアクトとして帯同[8][9]。
- 10月 - 12月、『モーニング娘。'15 コンサートツアー秋〜PRISM〜』に、井上ひかる・船木結・小野田紗栞・堀江葵月・高瀬くるみとともにオープニングアクトとして帯同[10]。

2016年（平成28年）
- 4月 - 6月、『℃-uteコンサートツアー2016春 〜℃ONCERTO〜』に、井上ひかる・段原瑠々・堀江葵月・前田こころ・秋山眞緒とともにオープニングアクト等として帯同[11]。
- 10月 - 11月、『℃-uteコンサートツアー2016秋 〜℃OMPASS〜』に、加賀楓・堀江葵月・前田こころとともにオープニングアクト等として帯同[12]。

2017年（平成29年）
- 1月、『℃-ute新春コンサートツアー2017 〜℃OMPASS〜』に、前田こころ・川村文乃・高瀬くるみとともにオープニングアクト等として帯同。
- 5月5日、中野サンプラザで開催された『Hello! Project 研修生発表会2017 〜春の公開実力診断テスト〜』にて、川村文乃・段原瑠々とともにハロー!プロジェクトでデビューすることが発表された[13]。

2019年（令和元年）
- 8月7日、BEYOOOOONDSとして『眼鏡の男の子/ニッポンノD・N・A!/Go Waist』でメジャーデビュー[14]。
- 12月、東急大井町線90周年記念アンバサダーに就任[15]。25日、大井町駅で行われた「大井町線90周年記念出発式」に一日駅長として出席[16]。

2021年（令和3年）
- 10月28日、1st写真集『CHILL#RAIL』を発売[17]。

2023年（令和5年）
- 1月13日、Instagramを開設[18]。
- 12月15日、体調不良のため年内の公演に出演しないことを発表[19]。

2024年（令和6年）
- 1月25日、引き続き2月末まで休養することを発表[20]。
- 3月1日、長期的な体調不良を理由に休養したまま、卒業公演を一切行わずBEYOOOOONDSおよびハロー!プロジェクトを卒業[21][22]。
- 4月1日、治療に専念するため3月31日を以て所属事務所であるアップフロントプロモーションとの専属マネージメント契約を終了したことが発表された[23]。
- 9月5日、新たなアイドルグループ「Reve Pocket」のメンバーとして活動を再開することを発表[24]。Instagram及びXの新アカウントも開設された[25][26]。同月7日にさいたまスーパーアリーナで行われるイベント『第39回 マイナビ 東京ガールズコレクション 2024 AUTUMN/WINTER』にてお披露目[24]。

2025年（令和7年）
- 3月18日、同月31日をもってReve Pocketを卒業することを発表[27]。
- 3月31日、卒業公演について「開催スケジュールを提示したものの、開催出来る日程がない」ことを理由に、開催を見送ることを発表[28]。その後、一岡の各SNSから「Reve Pocket」の記載が削除され、事実上の卒業となった。
- 4月13日、芸能プロデューサーに転向し、同時に『一岡伶奈プロデュースアイドルグループオーディション』を開催[29]。
- 8月9日、自らがプロデュースするとしていたアイドルグループの企画が白紙になったこと、所属していた事務所を退所したことなどを報告した[30]。

## 人物
- 鉄道好き。好きな車両はE233系[31]。「座り鉄」と呼ばれる電車の椅子の硬さを比べることが趣味で[32]、特に「大井町線6000系の座席がナンバーワン」と公言している[16]。
- ハロプロ研修生加入前は、aaa東京校の受講生だった[33]。姉は一岡杏奈。妹と同じくaaa東京校の出身で[34]、ONE CHANCE・BlooDye・エレファンク庭の元メンバー。
- 幼少期からモデル活動に興味があり、雑誌のジュニアモデルなどをやっていた[35]。ファッションで憧れている、影響を受けた人物は冨永愛、西内まりや[36]。
- 2012年5月26日に国立代々木競技場第一体育館で行われた『GirlsAward』を観に行った際、ゲストライブに登場したモーニング娘。から11期メンバーオーディション開催の告知があり、ステージを観て興味を覚えた一岡は、オーディションを受けるも、落選。その後、事務所からの提案でハロプロ研修生に加入[35]。目標の先輩は熊井友理奈（Berryz工房）、鈴木愛理（元℃-ute）、植村あかり（Juice=Juice）[37]。
- ≠MEの蟹沢萌子とは友人関係[38]。

## 出演

### テレビ番組
- BEYOOOOONDS 一岡伶奈 はじめての鉄道旅（2020年11月28日 - 2021年2月24日、BSスカパー! / スペースシャワーTVプラス）[39]

### ラジオ
- HELLO! DRIVE! -ハロドラ-（2017年10月5日 - 2019年6月27日、Radio NEO） - 木曜日担当[40]
- BEYOOOOONDSのDOYOOOOOB!（2021年12月4日 - 2023年12月3日、NACK5） - 清野桃々姫と共にパーソナリティ
- ×（かける）クラシック（2022年10月23日、NHK-FM放送） - ゲスト

### ウェブドラマ
- スカパー! 朝のTwitterドラマ 第25作「キャンバス」[41]（2019年8月5日 - 10日、スカパー!Twitter公式アカウント） - 主演

### モデル
- 『overlace』2019SS[42]
- 東急電鉄「プレミアム旅グルメきっぷ」HP[43][44]

### 舞台
- 劇団ゲキハロ特別公演「さくらの花束」（2013年3月14日 - 24日、シアターグリーン BIG TREE THEATER）
- 演劇女子部「ネガポジポジ」（2016年11月3日 - 20日、シアターグリーン BIG TREE THEATER） - 川上 役（チームC）
- JKニンジャガールズ（2017年2月23日 - 3月4日、全労済ホール/スペース・ゼロ） - アンサンブル 役
- 演劇女子部「ファラオの墓」（2017年6月2日 - 11日、サンシャイン劇場） - ウルジナ兵オルディア他 役
- 演劇女子部 全労済ホール/スペース・ゼロ提携公演「アタックNo.1」（2018年11月29日 - 12月9日、全労済ホール/スペース・ゼロ） - 富士見高校バレー部員 役
- 全労済ホール/スペース・ゼロ提携公演 演劇女子部「不思議の国のアリスたち」（2019年4月18日 - 29日、全労済ホール/スペース・ゼロ） - ライト 役
- こくみん共済 coop ホール／スペース・ゼロ提携公演 演劇女子部「リボーン〜13人の魂は神様の夢を見る〜」（2019年11月14日 - 24日、こくみん共済 coop ホール／スペース・ゼロ） - 楊貴妃 役
- こくみん共済 coop ホール(全労済ホール)／スペース・ゼロ提携公演 演劇女子部「アラビヨーンズナイト」（2020年10月9日 - 18日、こくみん共済 coop ホール／スペース・ゼロ） - ヌレンナハール姫 役
- こくみん共済 coop ホール(全労済ホール)／スペース・ゼロ提携公演 演劇女子部「眠れる森のビヨ」（2021年4月16日 - 25日、こくみん共済 coop ホール／スペース・ゼロ） - 浜田先輩 役
- こくみん共済 coop ホール(全労済ホール)／スペース・ゼロ提携公演 演劇女子部「ビヨサイユ宮殿」（2022年11月11日 - 20日、こくみん共済 coop ホール／スペース・ゼロ） - リラ 役
- 演劇女子部「ビヨスパイ～消えたアタッシュケース～」（2023年11月11日 - 19日、こくみん共済 coop ホール／スペース・ゼロ / 11月23日 - 26日、サンケイホールブリーゼ） - 一条 役

### コンサート
- M-line Special 2022 ～My Wish～（2022年6月18日、仙台GIGS、昼夜2公演） - ゲスト出演[45]

### イベント
- 「スペーシア Xカウントダウンイベント」鉄道トークショー（2023年6月18日、東京スカイツリータウン® 1階 ソラマチひろば）

### その他
- 一日駅長 大井町駅（2019年12月）[16]

## 書籍

### 写真集
- CHILL#RAIL（2021年10月28日、オデッセー出版、撮影：下田直樹）[17]
  - ISBN 978-4-908643-63-7【SP版】
  - ISBN 978-4-908643-64-4【通常版】

## 参加ユニット
- BEYOOOOONDS（2018年 - 2024年）
- CHICA#TETSU（2018年 - 2024年）
- ハロプロ・オールスターズ（2018年 - 2020年）
- Reve Pocket（2024年 - 2025年）